# Gepard (działo przeciwlotnicze)
Flugabwehrkanonenpanzer Gepard – niemieckie samobieżne działo przeciwlotnicze zbudowane na podwoziu czołgu Leopard 1. Zbudowane w 1965 roku i produkowany w kooperacji trzech firm: KraussMaffei (Niemcy) – podwozie, Siemens AG (Niemcy) – wyposażenie elektroniczne i Oerlikon Contraves (Szwajcaria) – uzbrojenie.

## Historia
W 1965 roku zaczęto produkować na bazie podwozia niemieckiego czołgu „Leopard 1” samobieżne działo przeciwlotnicze wyposażone w dwie sprzężone armaty przeciwlotnicze kal. 35 mm oznaczony jako Gepard. Produkowany był on w kooperacji trzech firm, dwóch niemieckich i jednej szwajcarskiej.
Samobieżne działo przeciwlotnicze Gepard jest wyposażone w dwie sprzężone armaty przeciwlotnicze kal. 35 mm oraz własną stację radiolokacyjną i może prowadzić samodzielnie obserwację sytuacji powietrznej, rozpoznawać samoloty własne i przeciwnika oraz zwalczać je. Informację o celach powietrznych dostarczane są przez własną stację radiolokacyjną, a dane potrzebne artylerzyście do celowania obliczane są automatycznie na podstawie namierzonych prędkości, wysokości, kierunku lotu celu oraz danych balistycznych pocisku, warunków atmosferycznych. Ogień można również prowadzić w sposób klasyczny przy użyciu celowników optycznych. Działo Gepard może także zwalczać cele naziemne, a pocisk z rdzeniem stalowym przebija pancerz o grubości 44 mm z odległości 1 km.
Produkcję działa Gepard zakończono w 1976 roku i w tym czasie wyprodukowano łącznie 570 sztuk tych dział. Z tego 420 otrzymała niemiecka Bundeswehra, 95 sztuk – Holandia i 55 sztuk – Belgia. W 2004 roku 43 działa tego typu otrzymała od Niemiec Rumunia.

## Konstrukcja
Samobieżne działo przeciwlotnicze Gepard jest zbudowane na podwoziu niemieckiego czołgu „Leopard 1”, który jednak w związku z wprowadzonym w przedniej części dodatkowym agregatem prądotwórczym został wydłużony. Ponadto w związku z zadaniami, jakie ma spełniać, zmieniono układ opancerzenia, w celu zabezpieczenia załogi przed atakami z powietrza. W prawej przedniej części kadłuba znajduje się przedział mechanika-kierowcy, którego właz może być otwarty w czasie obrotów wieży. W środkowej części kadłuba znajduje się przedział bojowy mieszczący się w wieży, gdzie znajdują się stanowiska: z prawej strony – celowniczego, a z lewej – dowódcy wozu.
Po obu stronach wieży, na zewnątrz zamontowano dwie armaty przeciwlotnicze kal. 35 mm KDA firmy Oerlikon. Takie zamontowanie armat zapobiega przedostawaniu się do wnętrza przedziału załogi gazów prochowych. Armaty te są ze sobą sprzężone, automatyczne, zasilane przy pomocy taśm. Do strzelania można używać nabojów z pociskami: odłamkowymi, zapalającymi, przeciwpancernymi i podkalibrowymi.

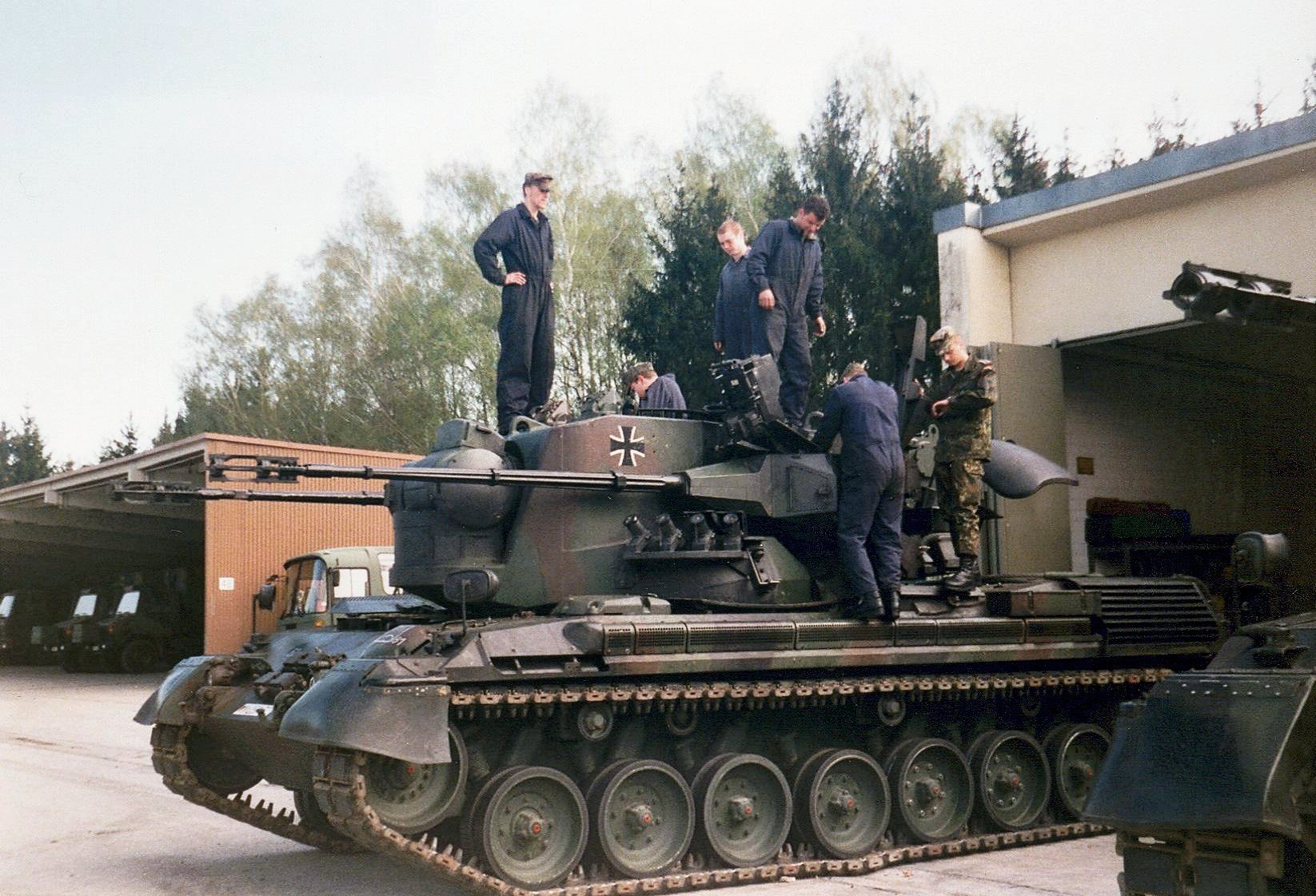
Działo Gepard w barwach Bundeswehry

Na wieży znajduje się radar obserwacji okrężnej MPDR 12 o zasięgu 16 km wraz z systemem identyfikacji swój/obcy, jego antena jest składana w położeniu marszowym. Z przodu wieży, pomiędzy armatami, zamontowano w ruchomej osłonie antenę radaru śledzącego o zasięgu 15 km, którego antena może obracać się w zakresie 180°. Ponadto działo Gepard wyposażono jest w optyczne przyrządy celownicze ze stabilizowaną linią celowania o powiększeniu 1,5x i polu widzenia 50° oraz 6x i polu widzenia 12,5°. System kierowania ogniem współpracuje z autonomicznym systemem nawigacyjnym oraz cyfrowym systemem transmisji danych. Część wozów jest wyposażona również w dalmierz laserowy, którego głowica znajduje się na szczycie anteny radaru obserwacji okrężnej. Wieża zestawu jest wyposażona w hydrauliczne mechanizmy naprowadzania.
W tylnej części kadłuba znajduje się silnik wysokoprężny, wielopaliwowy MTU MB 838 Ca M500 o mocy 830 KM (610 kW). Układ jezdny działa, w odróżnieniu od podwozia czołgu Leopard 1, wyposażono w amortyzatory hydrauliczne. Gepard ma system ochrony przed bronią masowego rażenia oraz środki łączności wewnętrznej i zewnętrznej.
Zestawy produkowane dla armii holenderskiej wyposażono w inną niż niemiecka stację radiolokacyjną opracowaną przez firmę Holland Signaal.

## Użytkownicy

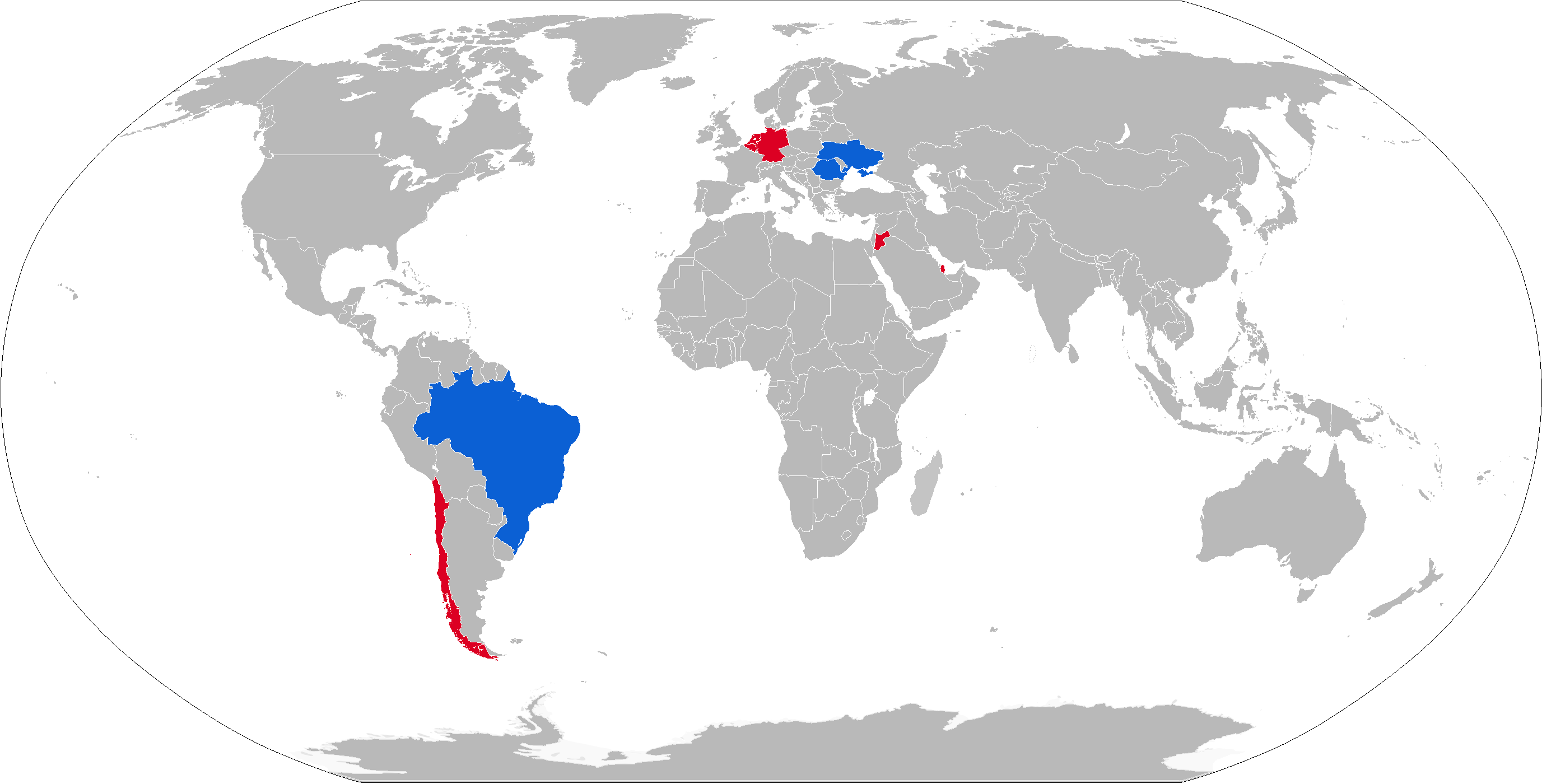
Użytkownicy działa Gepard
Obecni użytkownicy
Byli użytkownicy

Obecni użytkownicy
     Byli użytkownicy

### Obecni użytkownicy
- Brazylia: 36 zamówionych z Bundeswehry[1].
- Niemcy: 377
- Jordania: 60 egzemplarzy otrzymano z Holandii za 21 milionów dolarów[2].
- Rumunia: 43 dostarczonych (36 i 7 jako dawcy części), Wszystkie z zapasów Bundeswehry[3].
- Ukraina: pierwsze 3 egzemplarze dostarczono w lipcu 2022 roku; łącznie zapowiedziano dostawę 30 egzemplarzy[4]. W połowie września 2022 ich liczba osiągnęła 24[5].

### Byli użytkownicy
- Belgia: 55 wycofane.
- Chile: 4 pojazdy pierwotnie eksploatowane przez Bundeswehrę zostały dostarczone w 2008 r. i wróciły w styczniu 2011 roku. Zamówienie 30 pojazdów zostało anulowane z powodu wysokich kosztów remontu[6].
- Holandia: 95 wycofane.
- Katar : 15 odkupione przez Niemcy w celu dostawy dla Ukrainy.